# Alonso de Palenzuela
Alonso de Palenzuela (Palenzuela, siglo XV - Oviedo, 17 de abril de 1485) fue un religioso, teólogo y diplomático español que contribuyó en la reforma eclesiástica de los Reyes Católicos. Fue embajador real y papal, así como obispo de Ciudad Rodrigo y de Oviedo.

## Biografía
Nacido en el lugar de Palenzuela, era hijo de Hernando Alonso de Herrera, nieto de Hernando González de Herrera (hermano de Garci González de Herrera, mariscal de Castilla), y bisnieto de Juan Fernández de Herrera, señor de Herrera, quien se sublevó contra Pedro I de Castilla y murió en la batalla de Guadix.
Profesó en la orden de San Francisco, fue guardián del convento de san Francisco de Salamanca, donde también ejerció como teólogo, teniendo entre sus alumnos a Rodrigo Sánchez de Arévalo, y llegó a vicario provincial de la Provincia de Santiago. Fue confesor de María de Aragón e Isabel de Portugal, mujeres de Juan II de Castilla. Además, ejerció como embajador de Enrique IV de Castilla ante el papa desde 1456 en diversas ocasiones, entre ellas en 1460 por la Farsa de Ávila, y Calixto III le nombró capellán pontificio.
Hacia 1460 fue nombrado obispo de Ciudad Rodrigo, desde 1465 formó parte del consejo real, y en 1467 fue enviado como embajador ante Eduardo IV de Inglaterra. Dos años más tarde fue destiado a la diócesis de Oviedo, de la que fue obispo hasta su muerte. También actuó como embajador, consejero y confesor de Isabel la Católica, en cuya reforma eclesiástica participó activamente.
Dejó una manda para que se rezase todos los sábados la Salve ante el altar de Nuestra Señora de la Luz. En la catedral de Oviedo, terminó el crucero que había iniciado Ramírez de Guzmán.
| Predecesor: Alfonso Sánchez de Valladolid | Obispo de Ciudad Rodrigo 1460–1469 | Sucesor: Alfonso de Paradinas  |
| Predecesor: Juan Díaz de Coca             | Obispo de Oviedo 1469–1485         | Sucesor: Gonzalo de Villadiego |